# Transports dans le Val-d'Oise
Les transports dans le département français du Val-d'Oise sont fortement marqués par la proximité de Paris dont l'aire urbaine englobe la totalité du département. L'est du département est parcouru par de denses réseaux routiers et ferroviaires, aux trafics intenses, majoritairement organisés en étoile autour de l'agglomération parisienne, même si quelques axes transversaux ont été développés récemment (Francilienne, tramway T11). En revanche, l'ouest du département, moins densément peuplé, possède des infrastructures beaucoup plus réduites. Comme dans le reste de la région, Île-de-France Mobilités organise dans le Val-d'Oise des services de transport ferroviaire et routier.

## Transport routier

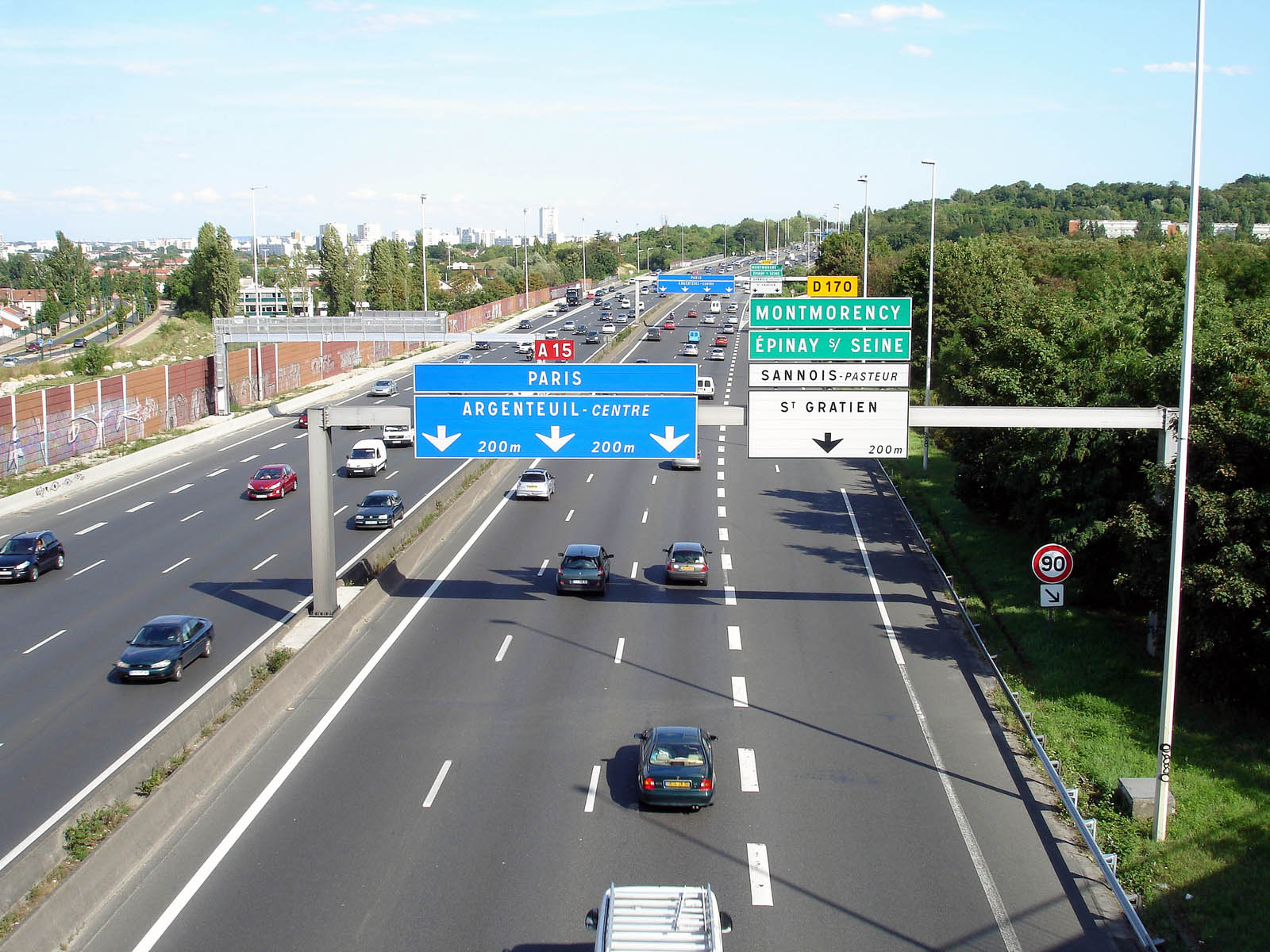
L'autoroute A15 à Sannois.

### Infrastructures routières
Quatre axes autoroutiers relient le Val-d'Oise à Paris : d'ouest en est :
- l'autoroute A15 dessert Argenteuil et Cergy-Pontoise, puis se prolonge en route départementale 14 vers Magny-en-Vexin ;
- l'autoroute A115, antenne de la précédente, dessert le secteur de Taverny ;
- l'autoroute A16 passe entre L'Isle-Adam et Beaumont-sur-Oise ;
- l'autoroute A1 longe la limite est du département, en desservant notamment l'aéroport de Paris-Charles-de-Gaulle et Survilliers.

En raison de l'urbanisation très forte de l'agglomération parisienne lors de leur création, les trois premières autoroutes citées n’atteignent pas Paris ; pour gagner le boulevard périphérique, il faut ainsi soit emprunter des voiries urbaines, soit gagner l'autoroute A1 via l'autoroute A86.
Les routes nationales 104 et 184 ou Francilienne, à 2x2 voies, constituent le principal axe routier transversal du département, reliant l'autoroute A1 et l'aéroport Charles de Gaulle à Pontoise. La Francilienne doit être prolongée vers l'autoroute A13 dans les Yvelines, mais il n'existe pas de calendrier précis pour ce prolongement. Un projet de deuxième axe transversal à 2x2 voies, l'Avenue du Parisis dans le sud du département, bute sur la densité urbaine de ce secteur et l'opposition de nombreux riverains.
Comme ailleurs en Île-de-France, les axes routiers du Val-d'Oise connaissent un trafic élevé et de fréquents embouteillages : plus de 120 000 véhicules circulent chaque jour sur l'A1 et près de 200 000 sur l'A15.

### Covoiturage et autopartage
Comme dans les autres départements de la région, Île-de-France Mobilités subventionne les trajets en covoiturage courte distance en offrant la gratuité aux détenteurs de forfaits Navigo annuel ou mensuel ou Imagine'R, auprès des opérateurs de covoiturage partenaires.

## Transport ferroviaire et transports en commun

### Historique

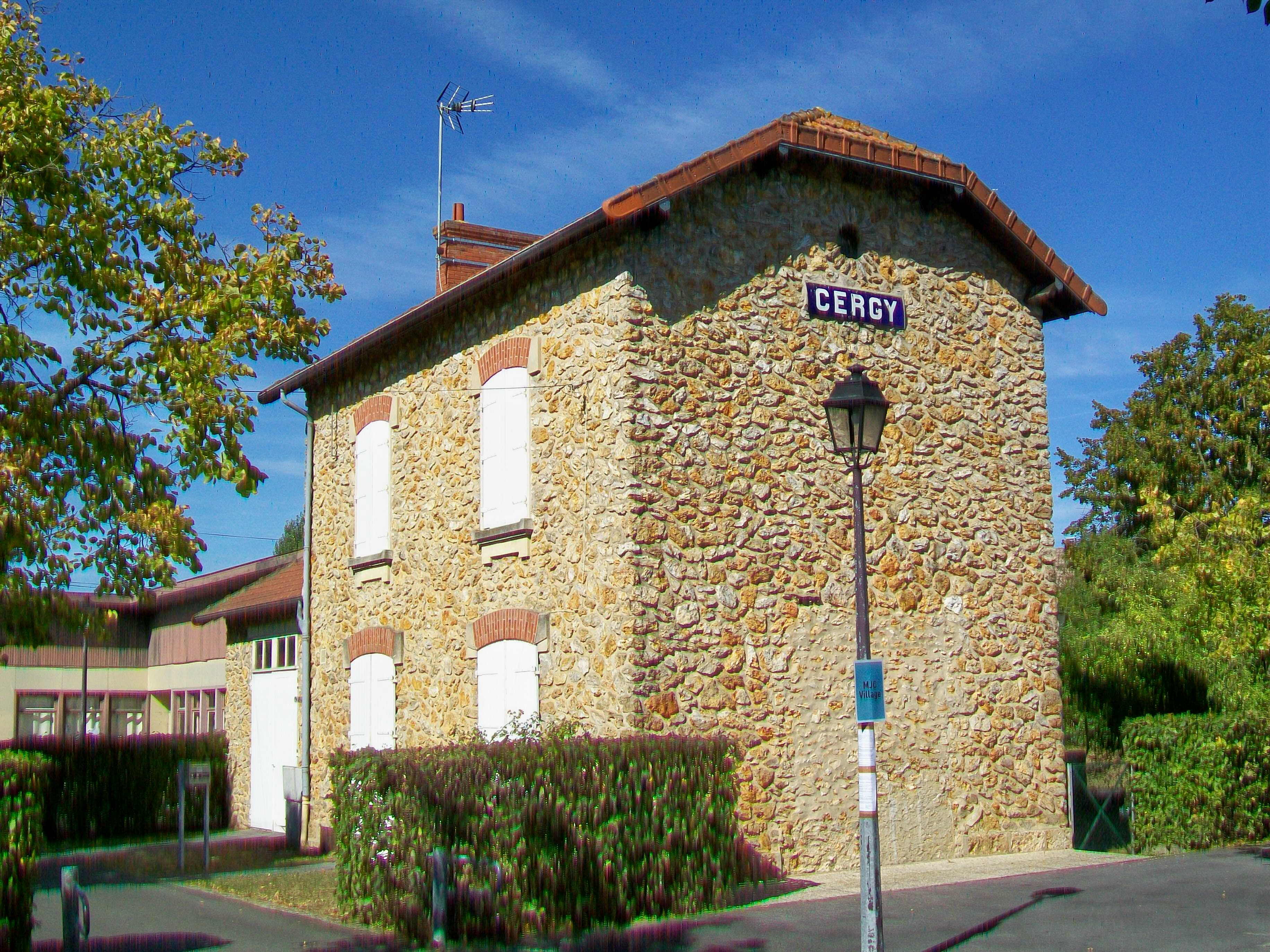
L'ancienne gare de Cergy des Chemins de fer de grande banlieue, construite au début du XXe siècle quand Cergy n'était qu'un village.

La première ligne de chemin de fer du département fut la ligne de Paris à Lille ouverte en 1846, dont l'itinéraire passait alors à proximité de Pontoise (actuelles ligne de Saint-Denis à Dieppe et ligne de Pierrelaye à Creil). Le réseau d’intérêt général de l'actuel Val-d'Oise (alors partie de la Seine-et-Oise) a été principalement développé par la Compagnie des chemins de fer du Nord, mais la Compagnie des chemins de fer de l'Ouest desservait l'extrême sud du département le long de la Seine. Vers 1890, les lignes actuelles étaient pour la plupart déjà ouvertes et à double voie ; Argenteuil, Ermont - Eaubonne, Persan - Beaumont et Pontoise constituaient les principaux nœuds du réseau.
Le développement du trafic de banlieue oblige les compagnies (puis à partir de 1938 la SNCF) à augmenter l'équipement de leurs lignes. Des terminus intermédiaires sont créés sur les lignes principales. En 1905, l'itinéraire direct de Paris à Creil est quadruplé jusqu'à Survilliers, et dans les années 1930, la ligne de Paris-Saint-Lazare à Argenteuil est quadruplée et électrifiée par troisième rail. Il faudra attendre les années 1950 pour que l'électrification du réseau Paris-Nord débute, opération achevée en 1970. Depuis 1982 et l'électrification de la ligne Pontoise-Gisors, toutes les lignes voyageurs du département sont électrifiées. Grâce à sa forte croissance démographique, le département connaîtra peu de fermetures de lignes d'intérêt général.
L'actuel Val-d'Oise a également été desservi par quelques lignes de chemins de fer d’intérêt local. La Compagnie des Chemins de fer de grande banlieue exploitait quelques lignes à écartement standard reliant notamment Pontoise, Cergy (alors un village), Sagy et Magny-en-Vexin, avec des branches vers Meulan et Poissy (actuellement dans les Yvelines). La Société générale des chemins de fer économiques exploitait une ligne de Valmondois à Marines, à écartement métrique. La ligne de Chars à Magny-en-Vexin et la ligne d'Enghien-les-Bains à Montmorency (ou « Refoulons »), initialement classées d'intérêt local, furent tardivement reclassées d'intérêt général. Toutes ces lignes ont aujourd'hui disparu.
Quelques lignes du tramway parisien desservent l'actuel Val-d'Oise des années 1890 aux années 1930. Deux lignes autonomes ont par ailleurs desservi à la même époque des secteurs éloignés du « grand » chemin de fer, le tramway d'Enghien à Montmorency et le tramway de Villiers-le-Bel.
|                                |
| Le réseau ferroviaire en 1931. |

|                                     |
| Le réseau ferroviaire de nos jours. |

|                                                    |
| Carte animée de l’évolution du réseau ferroviaire. |

### Situation actuelle
Île-de-France Mobilités est, comme dans le reste de la région Île-de-France, autorité organisatrice de la mobilité sur la totalité du territoire départemental.

#### Transport ferroviaire de longue distance
Le département n'est desservi par aucun train Grandes Lignes, à l'exception des TGV inOui, Ouigo et Thalys desservant la gare de l'aéroport Charles-de-Gaulle 2 TGV, à la frontière de la Seine-et-Marne. Les TGV inOui, Thalys et Eurostar au départ et à l'arrivée de la gare de Paris-Nord traversent le département mais ne s'y arrêtent pas.
Des TER Hauts-de-France  au départ et à l'arrivée de la gare de Paris-Nord traversent également le département, mais la gare de Persan - Beaumont est la seule gare desservie dans le département (liaison Paris-Beauvais).
Le projet de ligne Roissy - Picardie, déclaré d'utilité publique en 2022, doit permettre de mieux raccorder l'Oise à l'aéroport Charles-de-Gaulle en passant par le nord-est du département.

#### RER et Transilien
Le Val-d'Oise est parcouru par :

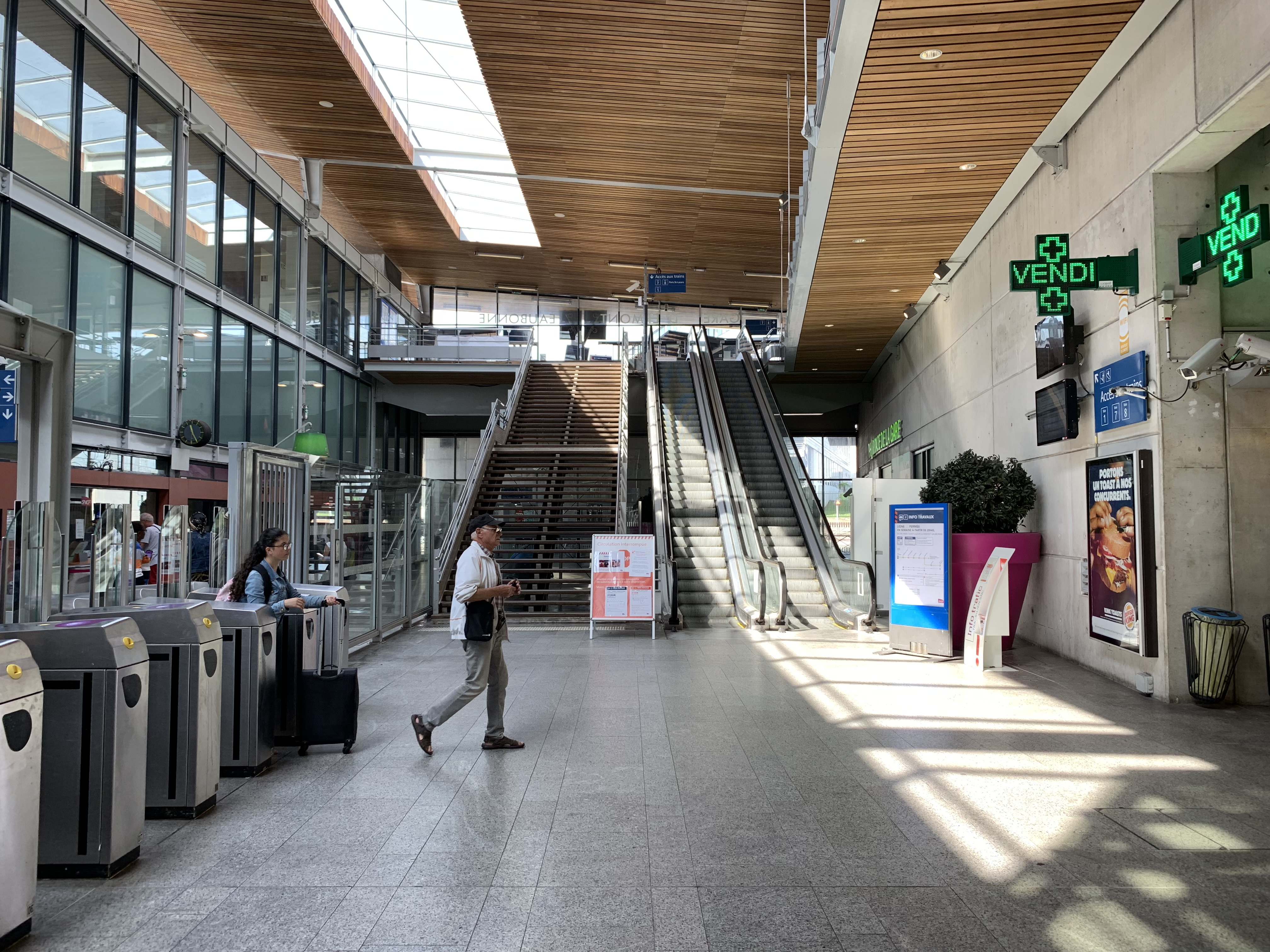
Un hall de la gare d'Ermont - Eaubonne.

- la ligne A du RER (branche A3), dont le terminus est à Cergy - Le Haut, que la ligne atteint après avoir traversé la ville nouvelle de Cergy-Pontoise ;
- la ligne B du RER (branche B3), dont le terminus est à Aéroport Charles-de-Gaulle 2 TGV ;
- la ligne C du RER (branche C5 ou Vallée de Montmorency - Invalides (VMI)), dont le terminus est à Pontoise, que la ligne atteint après avoir notamment desservi Ermont - Eaubonne et Montigny - Beauchamp ; une autre branche du RER C allant vers Argenteuil a été supprimée en 2006 ;
- la ligne D du RER (branche D1/D3), dont les terminus sont dans l'Oise à Orry-la-Ville - Coye et Creil, que la ligne atteint après avoir notamment desservi Garges - Sarcelles, Villiers-le-Bel - Gonesse - Arnouville et Goussainville ;
- la ligne H du Transilien, dont les différentes branches relient :
  - Paris-Nord à Luzarches, par Épinay - Villetaneuse, Sarcelles - Saint-Brice et Montsoult - Maffliers ;
  - Paris-Nord à Persan - Beaumont, par Épinay - Villetaneuse, Sarcelles - Saint-Brice et Montsoult - Maffliers ;
  - Paris-Nord à Persan - Beaumont, par Épinay - Villetaneuse, Ermont - Eaubonne, Saint-Leu-la-Forêt et Valmondois ;
  - Paris-Nord à Pontoise, par Épinay - Villetaneuse, Ermont - Eaubonne et Montigny - Beauchamp ;
  - Pontoise à Creil, par Valmondois et Persan - Beaumont.
- la ligne J du Transilien, dont les branches situées dans le département relient :
  - Paris-Saint-Lazare à Ermont - Eaubonne, par Argenteuil ;
  - Paris-Saint-Lazare à Gisors (dans l'Eure), par Argenteuil, Cormeilles-en-Parisis, Pontoise, Boissy-l'Aillerie et Chars ;
  - Paris-Saint-Lazare à Mantes-la-Jolie (dans les Yvelines), par Argenteuil et Cormeilles-en-Parisis.

Les gares de voyageurs les plus fréquentées (fréquentation annuelle entre 10 et 23 millions de voyageurs en 2019) sont Ermont - Eaubonne (nœud de correspondance majeur pour le département), Garges - Sarcelles, Argenteuil, Aéroport Charles-de-Gaulle 2 TGV, Cergy - Préfecture et Villiers-le-Bel - Gonesse - Arnouville.

#### Métro
Le Val-d'Oise n'est actuellement pas desservi par le métro de Paris. Le Grand Paris Express devrait le desservir par la seule station Gonesse de sa ligne 17.

#### Tramway

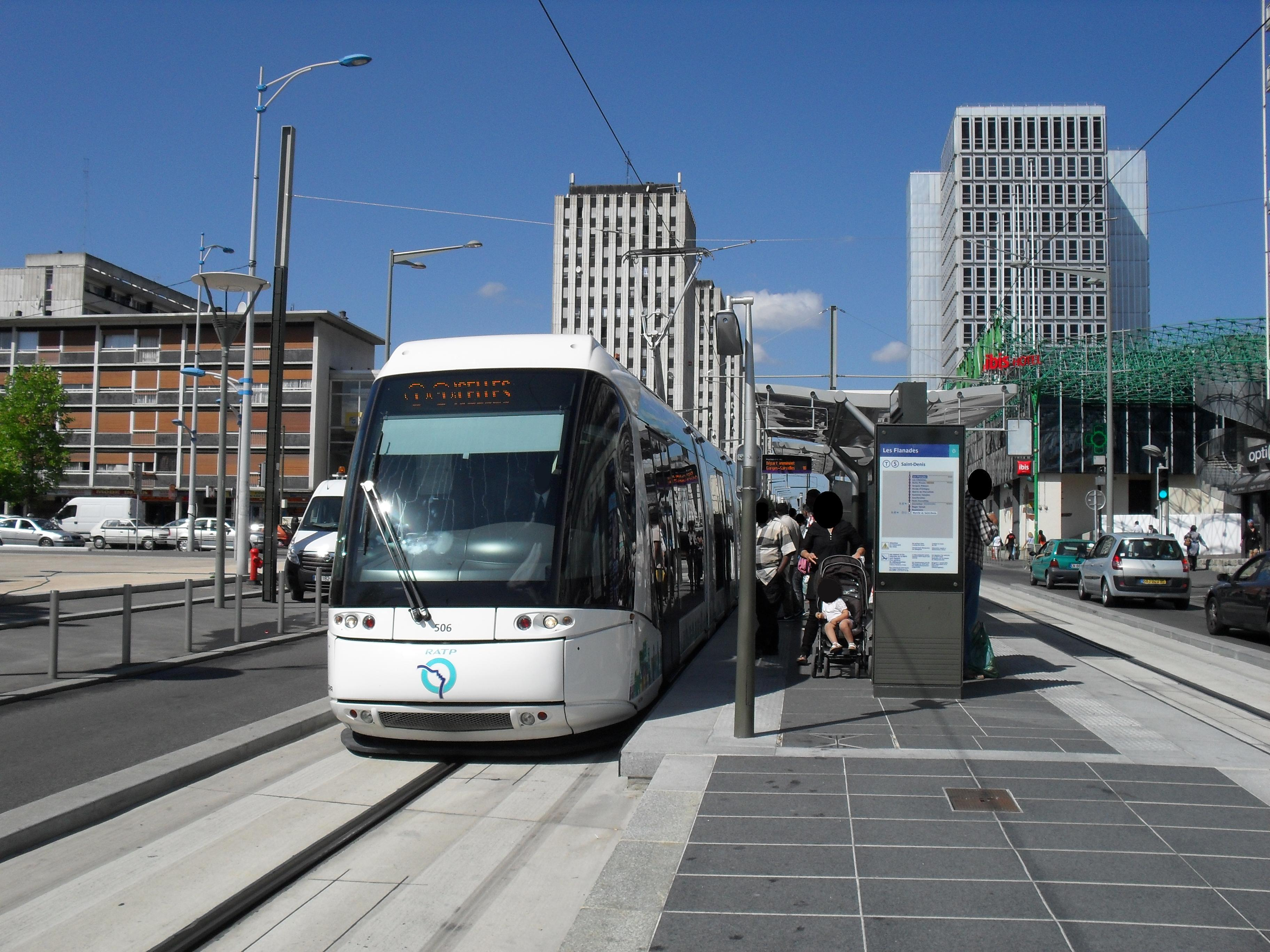
Un tramway sur pneus à la station Les Flanades de la ligne 5 du tramway d'Île-de-France, à Sarcelles.

Le Val-d'Oise est parcourue  par plusieurs lignes de tramway toutes situées à la limite avec les départements de la petite couronne :
- la ligne 2 du tramway, qui dessert la commune de Bezons ;
- la ligne 5 du tramway (sur pneus), qui dessert les communes de Sarcelles et Garges-lès-Gonesse ;
- la ligne 11 du tramway, qui dessert la commune de Montmagny et pourrait desservir Argenteuil après son prolongement projeté vers l'ouest.

#### Autobus
Les réseaux d’autobus et autocar suivants desservent le département :
- Argenteuil - Boucles de Seine
- Cergy-Pontoise Confluence
- Haut Val-d'Oise
- Roissy Est
- Roissy Ouest (dont le bus à haut niveau de service n°20 ou Barreau de Gonesse)
- RATP
- Seine-et-Marne Express
- Val Parisis
- Vallée de Montmorency
- Vexin

## Transport fluvial
L'Oise est navigable dans le département, ainsi que la Seine qui constitue une partie de la limite du département : les deux sont accessibles aux navires de grand gabarit (classe V CEMT). Le principal port est celui de Bruyères-sur-Oise.

## Transport aérien

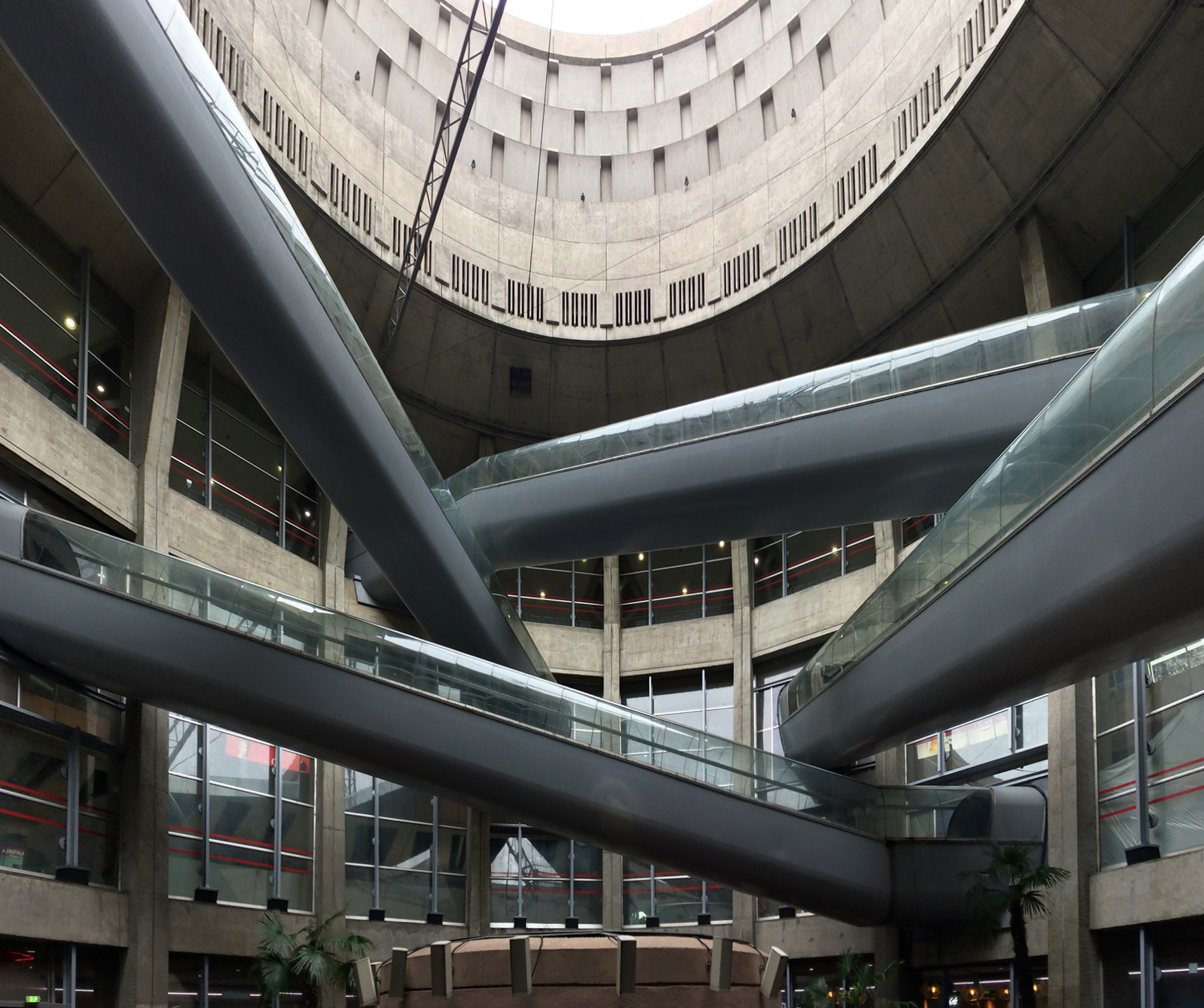
Le terminal 1 de l'aéroport de Paris-Charles-de-Gaulle, à la limite de la Seine-et-Marne.

L'aéroport de Paris-Charles-de-Gaulle, situé à la limite des départements de Seine-Saint-Denis, de Seine-et-Marne et du Val-d'Oise, est le plus fréquenté de France et le deuxième en Europe. Une centaine de compagnies aériennes le relient à environ 300 destinations dans le monde. La taille de cet aéroport explique qu'il génère d'importants flux pour les autres modes de transport, locaux (notamment pour l'acheminement des quelque 80 000 salariés du site), régionaux (RER et autoroute A1 depuis Paris) et nationaux (trains à grande vitesse s'arrêtant en gare de l'aéroport Charles-de-Gaulle 2 TGV).
L'aéroport de Paris-Le Bourget, lui aussi situé à la limite de la Seine-Saint-Denis, fut le premier aéroport civil de Paris ; s'il n'accueille plus de vols commerciaux réguliers, il reste le premier aérodrome d'affaires d'Europe avec plus de 50 000 mouvements annuels.
Le département possède également un petit aéroport, celui de Pontoise - Cormeilles-en-Vexin, qui n'est desservi par aucune ligne commerciale régulière, et un aérodrome (Persan - Beaumont).

## Modes actifs
Le département est traversé par plusieurs voies vertes, véloroutes et sentiers de grande randonnée.
Le Val-d'Oise est concerné par les lignes V1 (Le Mesnil-Aubry / Arpajon), V2 (Vélizy-Villacoublay / Aéroport Charles-de-Gaulle), V4 (Cergy-Pontoise / Marne-la-Vallée Chessy), V6 (Cergy-Pontoise / Tournan-en-Brie/Verneuil-l'Étang) et V7 (Mantes-la-Jolie / Saint-Fargeau-Ponthierry/Melun) du projet de RER Vélo, réseau de pistes cyclables de moyenne distance à travers la région Île-de-France.
La Communauté d'agglomération de Cergy-Pontoise a mis en place en 2009 en système de vélos en libre-service dénommé VélO2.